# Pekka Lagerblom
Pour les articles homonymes, voir Pekka.
Pekka Lagerblom (né le 19 octobre 1982 à Lahti en Finlande) est un joueur de football finlandais. Il peut jouer en défenseur latéral ou milieu défensif.

## Biographie
Lagerblom a commencé sa carrière à FC Lahti dans la 1re division finnoise. En janvier 2004, il est acheté par le Werder Brême et a gagné avec son équipe le championnat allemand. Cependant, comme il n'arrivait pas à être titulaire dans le club, il est prêté à 1.FC Nuremberg.
En été 2006, il décide de signer à 1.FC Cologne pour les aider à remonter en première division allemande. Puis en 2007, il signe pour Alemannia Aix-la-Chapelle.
Lagerblom a fait son début en équipe nationale le 16 novembre 2003 contre Équipe du Honduras de football. Il n'est pas un membre régulier de l'équipe mais il est surtout remplaçant de l'équipe.

## Palmarès
- Champion d'Allemagne : 2003-2004 avec le Werder Brême
- Coupe d'Allemagne : 2004 avec le Werder Brême